# 서울광장
서울광장(서울廣場)은 서울 중구(中區)의 서울특별시청 앞에 있는 광장이다. 본래 차도였지만, 1987년 6월 항쟁과 2002년 FIFA 월드컵 등 각종 집회·시위·행사의 장소로 널리 이용되었다. 월드컵 이후 광장 조성 계획이 세워져 차도를 없애고 잔디광장을 만들었으며, 2004년 5월 1일에 완공하였다. 서울시 중구 태평로1가에 있고, 규모는 13,207m2이다.

## 역사
고종은 을미사변으로 신변의 위협을 느끼자 아관파천(경복궁 탈출)으로 몸을 피하였고, 이후 외국 열강들의 공관이 가까운 덕수궁에 거처하였다. 황제가 덕수궁에 머물자 주변의 시가지가 정비되었는데, 경복궁 네거리에서 덕수궁 대한문까지 큰 도로가 개설되었고, 경성부청 앞에는 큰 광장이 조성되었다. 대한문 앞의 이 광장은 삼일운동을 비롯하여 한국의 현대사의 중요한 무대였다.
해방 후에도 사람들이 모여서 정치집회를 가졌는데, 이는 광화문의 정부서울청사와 현재 서울특별시의회로 사용되는 국회의사당, 그리고 정동 시립미술관에 있던 대법원과 매우 가까운 요지였기 때문이다.

## 시설

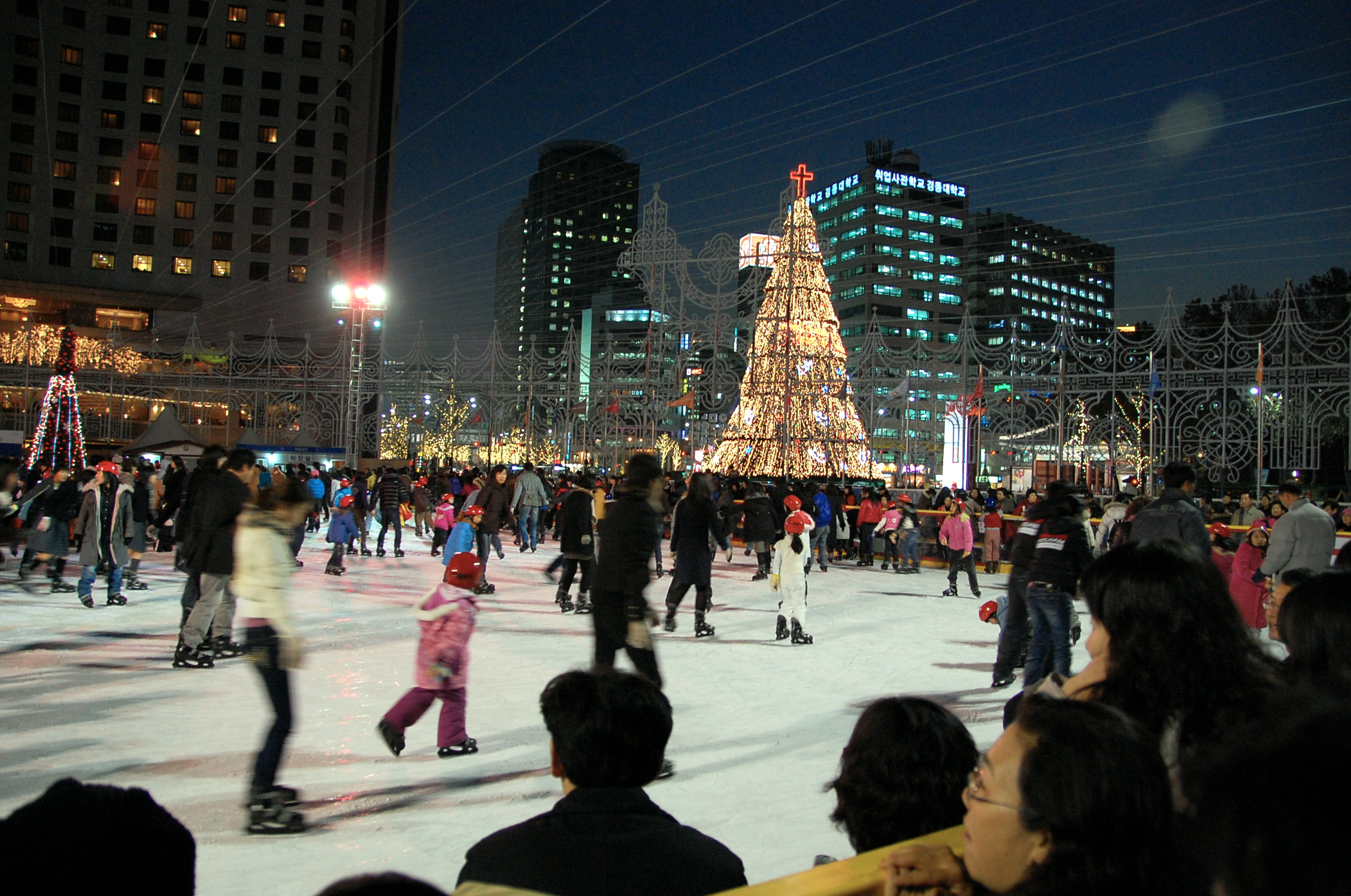
스케이트장

### 분수
수조가 지하에 묻혀 있는 분수로서, 가동되지 않을 때는 보도로 활용된다. 121개의 노즐을 통해 35가지의 분수가 연출되며, 저녁에는 7가지의 수중 조명이 비쳐진다.

### 잔디
서울광장의 중심에 6,449m2 면적으로 조성되었으며, 잔디는 추위에 강하고 연중 푸르름을 유지할 수 있는 캔터키 블루그래스의 천연 잔디 종이다.

### 스케이트장
서울광장 스케이트장은 서울특별시(체육진흥과)에서 겨울철에 서울광장에 설치 운영하는 스케이트장으로서, 2004년 12월에 처음 설치되었으며, 매년 12월 초부터 다음해 2월 초까지 약 70일간 운영된다. 2009년 겨울에는 광화문 앞에 새로 설치된 광화문광장으로 스케이트장이 옮겨졌다가 서울특별시가 주최하는 특별 행사가 치러졌다가, 2010년부터 다시 서울광장으로 복귀하였다.

### 지하배수로
《서울광장 지하배수로》는 서울시청 남쪽 서울광장의 지하에 위치하고 있다. 2014년 7월 3일 서울특별시의 기념물 제38호로 지정되었다. 서울시의 근대화 과정 및 도시발달사를 상징하고, 근대 토목사의 발전단계를 보여주며, 전국적으로 희귀하게 유존하는 유산이라는 점에서 학술적‧기술적‧문화적 가치가 크다. 아울러 현재까지도 배수로로 활용될 만큼 보존상태도 양호하다.

### 1,000평 지하공간
광장 13m 아래에 있던 지하공간(시청역과 을지로입구역 사이의 지하 2층 미개방 공간)이 발견되었다.

## 야경
야간에는 26만4000여개의 전구로 서울광장을 밝히고 있다.

## 같이 보기
- 서울특별시청사

## 참고 문헌
- 본 문서에는 서울특별시에서 지식공유 프로젝트를 통해 퍼블릭 도메인으로 공개한 저작물을 기초로 작성된 내용이 포함되어 있습니다.